# Matthias Nawrat
Matthias Nawrat (* 13. září 1979, Opolí) je německý spisovatel (romanopisec) polského původu, žijící v Berlíně. V roce 2016 se stal nositelem jak stipendia (Förderpreis) Literární ceny města Brémy, tak i medaile Alfreda Döblina (Alfred Döblin-Medaille).
Narodil se sice v Opolí, avšak v jeho deseti letech, tj. v roce 1989, se jeho rodina přestěhovala do německého Bamberku. Vystudoval biologii a literaturu.

## Dílo
- Wir zwei allein. Nagel & Kimche, Zürich 2012. ISBN 978-3-312-00497-3.
- Unternehmer. Rowohlt Verlag, Hamburg 2014. ISBN 978-3498046125.
- Die vielen Tode unseres Opas Jurek. Rowohlt Verlag, Reinbek 2015. ISBN 978-3498046316 (v polském překladu Anny Wziątek vyšla roku 2016 pod názvem Wszystkie śmierci dziadka Jurka).

## Ocenění
- 2016 – Medaile Alfreda Döblina (Alfred Döblin-Medaille) za oba dva romány Der Unternehmer a Die vielen Tode unseres Opas Jurek. Porota ocenila jeho nazírání na rozličné politické systémy a také to, jakým způsobem se vypořádává s klady a zápory.
- 2016 – stipendista Literární ceny města Brémy za román Die vielen Tode unseres Opas Jurek
- 2014 – tzv. širší nominace na Německou knižní cenu za román Unternehmer